# Międzynarodowy Konkurs Skrzypcowy im. Georga Philippa Telemanna
Międzynarodowy Konkurs Skrzypcowy im. Georga Philippa Telemanna – konkurs skrzypcowy, który odbywa się w Poznaniu, począwszy od 2000.
Konkurs w latach 2000-2003 miał charakter ogólnopolski. Od 2004 podniesiono jego rangę do międzynarodowego. Pomysłodawcą był Sławomir Jarmołowicz. Organizatorem jest Stowarzyszenie Konkursu Skrzypcowego im. Georga Philippa Telemanna. Patronat honorowy piastuje Ministerstwo Kultury i Dziedzictwa Narodowego, Marszałek Województwa wielkopolskiego i Prezydent Miasta Poznania. Zwyciężczynią była m.in. Agata Szymczewska, późniejsza laureatka Konkursu Wieniawskiego. Konkurs adresowany jest do młodych, jeszcze nieznanych wykonawców.

## Zwycięzcy
Konkurs ogólnopolski
- 2000: Agata Szymczewska
- 2001: Joanna Piaścik i Maciej Strzelecki
- 2002: Wojciech Koprowski
- 2003: Marta Pawłowska

Konkurs międzynarodowy (I nagrody, 2017-2018 Grand Prix)
- 2004: Siemion Klimaszewski (Rosja)
- 2005: Lajos Sárkozi (Węgry)
- 2006: Claudia Zorbas (Węgry)
- 2007: Milan Al-Ashhab (Czechy)
- 2008: Nazar Fediuk (Ukraina)
- 2009: Celina Kotz (Polska)
- 2010: Aleksander Daszkiewicz (Polska)
- 2011: Emilia Maria Jarocka (Polska)
- 2012: Eva Schäferová (Czechy)
- 2013: Marta Gidaszewska (Polska)
- 2014: Robert Łaguniak (Polska)
- 2015: Anne Louisa Kramb (Niemcy) i Barnabás Somogyi (Węgry)
- 2016: Simon Zhu
- 2017: María Dueñas
- 2018: Ines Issel Burzyńska
- 2019: Wojciech Niedziółka i Leonard Toschev